# August Albert (Philologe)
August Albert (* 28. August 1881 in München; † nach 1954) war ein deutscher Philologe, Übersetzer und Beamter.

## Leben
Albert besuchte das Gymnasium. Er lebte von 1902 bis 1910 als Hauslehrer in Russland. Dort eignete er sich tiefe Kenntnisse der russischen Literatur und Geschichte an. 1911 wurde August Albert Chefredakteur in Konstanz. Ab 1926 arbeitete er in der Pressestelle des badischen Staatsministeriums im Innenministerium. Nach der Machtergreifung der Nationalsozialisten wurde er 1933 aus dem Staatsdienst entlassen. Da er als gelernter Zeitungsredakteur nicht als parteipolitischen Gründen als sogenannter Parteibuchbeamter in Dienst genommen worden, war fiel er unter funktionsbedingte Sonderregelungen des Laufbahnrechts. Er wurde darum unter Berufung auf § 4 des Berufsbeamtengesetzes (BBG) wegen politischer Unzuverlässigkeit entlassen. Albert erhielt lediglich ein geringes Übergangsgeld. Er leitete dann ein Sägewerk in Hofolding. Nach dem Ende des Zweiten Weltkrieges wurde August Albert als Beamter reaktiviert und stieg bis zum Oberregierungsrat auf. Nach dem Ende seiner Beamtenlaufbahn lebte er in Hofolding.
August Albert war Vorsitzender des Vorstandes der Süddeutschen Holzberufsgenossenschaft München.
Am 31. März 1954 wurde August Albert das Bundesverdienstkreuz verliehen.

## Schriften
August Albert hat sich als Übersetzer russischer Literatur einen Namen gemacht.
- Alexander Puschkin: Erzählungen. Paul Schlösser, Braunschweig 1947.
- Russische Volksmärchen. Wilhelm Goldmann Verlag, München 1961.
- Arkadij Timofejewitsch Awertschenko: Der Truthahn mit Kastanien und andere Erzählungen. Wilhelm Goldmann Verlag, München 1961.
- Michail J. Saltykow: Die Familie Golowljew. Waldstatt Verlag, Einsiedeln 1962.